# Comuna Halîmonove, Bahmaci
Halîmonove (în ucraineană Халимонове) este o comună în raionul Bahmaci, regiunea Cernihiv, Ucraina, formată din satele Halîmonove (reședința), Hlîboke, Kalînivka, Movciîniv și Petrivske.

## Demografie
Componența lingvistică a comunei Halîmonove
     Ucraineană (97,18%)
     Rusă (2,62%)
     Alte limbi (0,2%)
Conform recensământului din 2001, majoritatea populației comunei Halîmonove era vorbitoare de ucraineană (97,18%), existând în minoritate și vorbitori de rusă (2,62%).